# Comisión Central Electoral
La Comisión Central Electoral (albanés: Komisioni Qendror i Zgjedhjeve), conocido por las siglas  KQZ, es una agencia estatal permanente, no independiente responsable para organizar el buen desarrollo de las elecciones parlamentarias y locales en la República de Albania. La Comisión está formada por de 7 miembros que representan la distribución de asientos en la Asamblea albanesa y tiene el soporte de la Organización para la Seguridad y la Cooperación en Europa para el control de la transparencia.
El órgano está dirigido por Klement Zguri.

## Últimas elecciones
- Elecciones parlamentarias de Albania de 2017
- Elecciones municipales de Albania de 2019